# Columbário da Via del Campo Barbarico
Columbário da Via del Campo Barbarico é um columbário localizado no número 4 da Via del Campo Barbarico, no quartiere Tuscolano de Roma, no interior do Parco della Caffarella. 